# تده (خواننده رپ)
یاتسک گرانیتسکی (لهستانی: Jacek Graniecki؛ ‏تلفظ لهستانی: [ˈjat͡sɛk ɡraˈɲɛt͡skʲi]) مشهور به تِـدِه (لهستانی: Tede؛ ‏تلفظ لهستانی: [ˈtɛdɛ]؛ زادهٔ ۲۴ ژوئیهٔ ۱۹۷۶) که با نام دی‌جی بوخ (لهستانی: DJ Buhh؛ ‏تلفظ لهستانی: [ˈdid͡ʐɛj ˈbux]) هم شناخته می‌شود، موسیقی‌دان و خواننده رپ و هیپ هاپ اهل لهستان است.
از فیلم‌ها یا مجموعه‌های تلویزیونی که وی در آن‌ها نقش داشته‌است، می‌توان به کارآگاهان جنایی، پرستار کودک و همه رومن را دوست دارند اشاره نمود.